# Air Force District of Washington

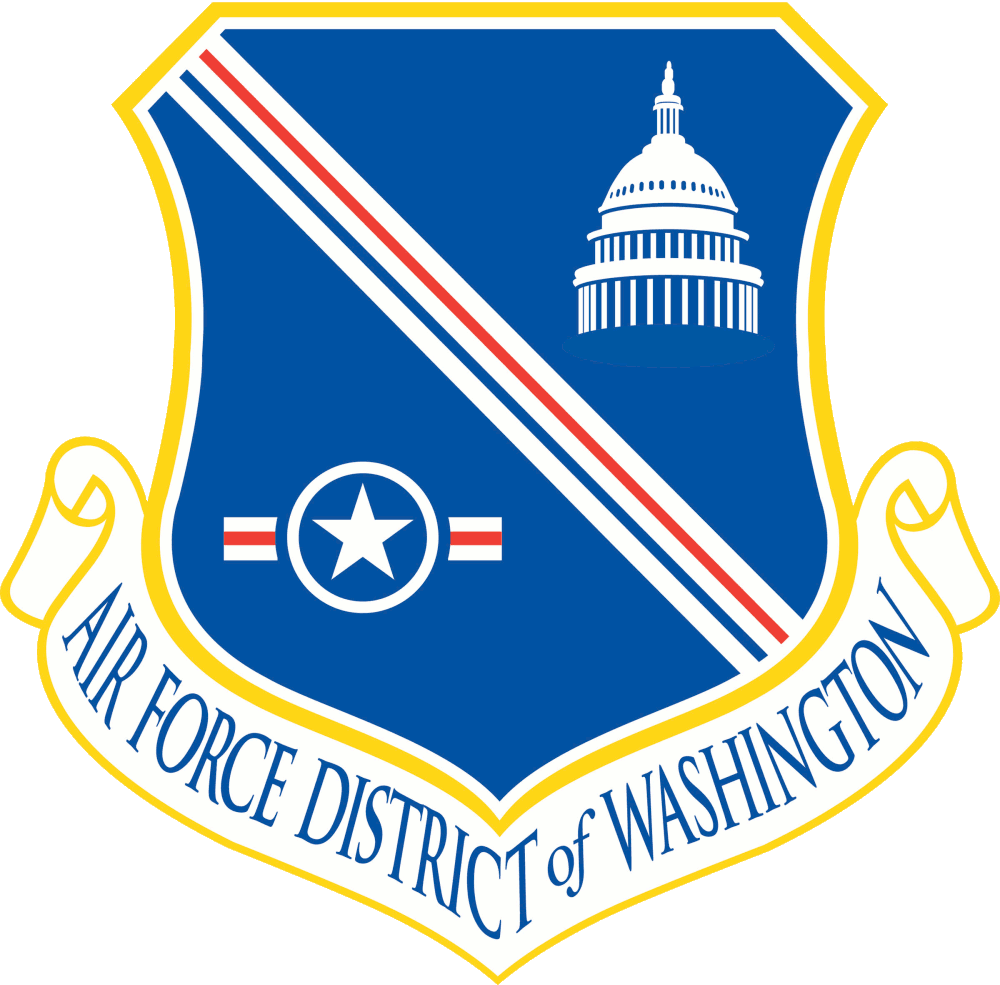
Heraldisk sköld.

Air Force District of Washington (förkortning: AFDW) är ett kommando inom USA:s flygvapen som ansvarar för dess operativa verksamhet i och kring huvudstadsområdet ifråga om militärt försvar, militära hedersbetygelser vid militärbegravning på Arlingtonkyrkogården och deltagande i statsceremonier som presidentinstallationer, statsbegravningar och statsbesök.

## Verksamhet
Air Force District of Washington leds av en generalmajor som även leder 320th Air Expeditionary Wing (320 AEW) som aktiveras och tilldelas stridsflygförband vid särskilda händelser eller vid förhöjd beredskap inom ramen för United States Northern Command.
I AFDW ingår 11th Wing (11 WG) i vilket ingår flygvapnets primära musikkår, United States Air Force Band, samt dess hedersvakt, United States Air Force Honor Guard. 11th Wing benämns även som "The Chief's Own" och är värdförband för Joint Base Anacostia–Bolling. 316 Wing är sedan juni 2020 värdförband för Joint Base Andrews.
Andra förband som ingår är sjukvårdsförbandet 11th Medical Group och signalförbandet 844th Communications Group.
AFDW fungerar även som administrativt stödförband åt Defense Health Agencys huvudstadsområdesdirektorat samt fungerar som sammankallande myndighet (engelska: convening authority) för flera andra verksamheter inom flygvapnet som AFDW tilldelats disciplinär/straffrättslig jurisdiktion över inom ramen för Uniform Code of Military Justice (UCMJ).